# La Familia (grupo australiano de la Nueva Era)
La Familia, también conocida como Asociación del Parque Santiniketan o Gran Hermandad Blanca, fue un grupo australiano de la Nueva Era formado a mediados de la década de 1960 bajo el liderazgo de Anne Hamilton-Byrne, nacida Evelyn Grace Victoria Edwards, (30 de diciembre de 1921 – 13 de junio de 2019).

## Trayectoria
El grupo enseñaba una mezcla de doctrinas religiosas occidentales y orientales, y Hamilton-Byrne afirmaba haber sido una reencarnación de Jesús de Nazaret. El grupo ha sido ampliamente descrito como una secta.  y  se convirtió en el centro de la controversia cuando su recinto en Olinda, Victoria, fue allanado por la policía el 14 de agosto de 1987 en medio de acusaciones de abuso infantil. Todos los menores fueron sacados de las instalaciones y se descubrió que habían sido adoptados por medios ilegales. En 1993 Hamilton-Byrne y su esposo finalmente fueron arrestados y acusados de conspiración por defraudar y cometer perjurio en relación con las estafas de adopción, pero esos cargos finalmente fueron retirados. Se declaró culpable del cargo restante de hacer una declaración falsa y recibió una multa de 5.000 dólares.

## Historia
La Familia enseñó una mezcla ecléctica de cristianismo e hinduismo con otras religiones orientales y occidentales, sobre el principio de que las verdades espirituales son universales. Los menores criados en el grupo estudiaron las principales escrituras de estas religiones, así como las obras de gurús como Sri Chinmoy, Meher Baba y Rajneesh. Una hija adoptiva, Sarah Hamilton-Byrne, describió más tarde las creencias del grupo como una "mezcolanza" de cristianismo y misticismo oriental. La base de la filosofía de La Familia era que su fundadora, Anne Hamilton-Byrne, era la reencarnación de Jesús y un dios viviente. Dentro del grupo, Jesús, Buda y Krishna eran considerados seres iluminados que descendieron a la Tierra para ayudar a la humanidad, y Hamilton-Byrne estaba en la misma categoría que estos maestros. Sobre la base de esta creencia, los miembros de su círculo íntimo afirmaban ser las reencarnaciones de los Doce Apóstoles originales.

### Principios
A partir de 1964, Anne Hamilton-Byrne dirigió un grupo de discusión religiosa y filosófica en Santiniketan, la casa del parapsicólogo Raynor Johnson en las afueras del este de Melbourne, en el suburbio de Ferny Creek en Dandenong Ranges. El grupo compró una propiedad contigua a la que llamaron Santiniketan Park en 1968 y construyó una sala de reuniones llamada Santiniketan Lodge.
El grupo estaba formado por profesionales de clase media, una cuarta parte de los cuales eran personal médico reclutado por Johnson a través de las clases de hatha yoga de Hamilton-Byrne.
Los miembros vivían principalmente en los suburbios de Melbourne y en los municipios de Dandenong Ranges, y se reunían todos los martes, jueves y domingos por la noche en Santiniketan Lodge, Crowther House en Olinda u otra propiedad en el área conocida como White Lodge.
En la década de 1980, la policía estimó que la fortuna de Hamilton-Byrne ascendía a 50 millones de dólares australianos.

### New Haven
A finales de los años 1960 y 1970, el Hospital Newhaven en Kew era un hospital psiquiátrico privado propiedad y administrado por Marion Villimek, un miembro de la familia; gran parte de su personal y los psiquiatras que lo atendían también eran miembros.   La Familia reclutó a algunos de los pacientes del hospital en el grupo y administró la droga alucinógena LSD tanto a los pacientes como a los miembros bajo la dirección de los psiquiatras de la Familia John Mackay y Howard Whitaker. Uno de los miembros originales de la Familia recibió LSD, terapia electroconvulsiva y dos leucotomías a finales de los años 1960.
Aunque el Hospital Newhaven había sido cerrado en 1992, ese año se ordenó una investigación sobre la muerte de un paciente en 1975 que supuestamente se debió a la terapia del sueño profundo. La investigación escuchó evidencia sobre el uso de terapia electroconvulsiva, LSD y otras prácticas en Newhaven, pero no encontró evidencia de que se hubiera utilizado el sueño profundo en el paciente fallecido. Posteriormente, el hospital fue reabierto como un hogar de ancianos sin conexiones con su propietario ni usos anteriores.

### Propiedad Kai Lama
Hamilton-Byrne adquirió catorce bebés y niños pequeños entre 1968 y 1975. Algunos eran hijos biológicos de miembros de La Familia; otros a través de adopciones ilegales organizadas por abogados, médicos y trabajadores sociales dentro del grupo que podían eludir los protocolos normales. Las identidades de los menores se cambiaron utilizando certificados de nacimiento falsos o encuestas de escrituras. A todos se les dio el apellido "Hamilton-Byrne" y se les obligó a vestirse igual, incluso hasta el punto de que la mayoría tenía el cabello teñido de rubio uniforme.
Los niños fueron recluidos y educados en casa en Kai Lama, una propiedad rural generalmente conocida como "Uptop", en Taylor Bay en el lago Eildon. A todos se les dijo que Hamilton-Byrne era su madre biológica y que conocía a los demás adultos del grupo como "tías" y "tíos". Se les negó casi todo acceso al mundo exterior y se les sometió a una disciplina que incluía dietas de hambre y palizas frecuentes y no provocadas.
Con frecuencia se administraron a los niños dosis de los fármacos psiquiátricos flufenazina, diazepam, haloperidol, clorpromazina, nitrazepam, oxazepam, trifluoperazina, carbamazepina o imipramina. Al llegar a la adolescencia fueron obligados a pasar por un proceso de iniciación con LSD; mientras que bajo los efectos de la droga el niño sería dejado en una habitación oscura, solo, al margen de las visitas de Hamilton-Byrne o uno de los psiquiatras de The Family.

### Yoga Siddha
Durante varios años, Hamilton-Byrne desarrolló una conexión con el movimiento Siddha Yoga, recibió iniciación shaktipat de Swami Muktananda y adoptó el nombre sánscrito Ma Yoga Shakti. En 1979 y 1981 llevó a algunos de los niños a quedarse con Muktananda en su ashram en South Fallsburg, Nueva York, Estados Unidos, y compró una propiedad cercana como su propia base en Estados Unidos.
Sarah Hamilton-Byrne recordó más tarde cómo Muktananda daba una audiencia privada (o darshan) una vez por semana a La Familia. Una vez preguntó a los niños si les gustaría dejar La Familia y vivir con él en su ashram Gurudev Siddha Peeth en India. Todos los niños dieron un sí entusiasta, pero luego fueron castigados por Hamilton-Byrne por deslealtad. Según Sarah, Hamilton-Byrne finalmente causó muchos problemas en el ashram de South Fallsburg y algunos de los devotos de Muktananda desertaron para unirse a La Familia. Sarah estuvo presente cuando Swami Tejomayanand fue iniciado en La Familia, y luego dijo que no podía entender por qué él querría unirse a una secta donde todos eran tan miserables cuando parecía que todos los que rodeaban a Muktananda eran tan felices.

### Intervención policial
En 1987, Hamilton-Byrne expulsó a Sarah del grupo por discutir y comportarse rebelde. Con el apoyo de un investigador privado y otras personas, desempeñó un papel fundamental para llamar la atención de la policía de Victoria sobre La Familia. Como resultado de sus esfuerzos, se llevó a cabo una redada en Kai Lama el 14 de agosto de 1987 y todos los niños fueron sacados del local. Más tarde, Sarah estudió medicina y se convirtió en doctora titulada. Se enteró de su adopción y finalmente conoció a su madre biológica.
Después de la redada, Hamilton-Byrne y su marido, William, abandonaron Australia por un período de seis años. La Operación Forest, una investigación en la que participaron policías de Australia, el Reino Unido y los Estados Unidos, resultó en su arresto en junio de 1993 por el FBI en Nueva York. Esto siguió a las confesiones de exmiembros de The Family, incluido el abogado del grupo, Peter Kibby, de que el grupo había participado en estafas de adopciones, incluidos actos de falsificación.
Hamilton-Byrne y su esposo fueron extraditados a Australia y acusados de conspiración para defraudar y cometer perjurio al registrar falsamente los nacimientos de tres niños no relacionados como sus propios trillizos, cargos que luego fueron retirados.
Elizabeth Whitaker, la esposa de Howard Whitaker, fue la coacusada. Hamilton-Byrne y su esposo se declararon culpables del cargo restante de hacer una declaración falsa y fueron multados con 5.000 dólares cada uno. Los cargos de conspiración contra Whitaker fueron retirados, pero ella fue declarada culpable de obtener falsamente casi 23.000 dólares entre 1983 y 1987.
Otros miembros de La Familia también fueron juzgados ante el tribunal. Margot MacLellan, de 64 años, fue condenada por obtener falsamente 28.000 dólares entre 1978 y 1988. Joy Travellyn, de 56 años, fue condenada por obtener falsamente más de 38.000 dólares entre 1979 y 1988. Helen Buchanan, de 49 años, fue condenada por obtener falsamente casi 15.000 dólares entre 1980 y 1987.

### Litigio
En agosto de 2009, dos personas recibieron una compensación financiera de Hamilton-Byrne después de demandarla. Su nieta, Rebecca Cook-Hamilton, había demandado por supuestas enfermedades psiquiátricas y psicológicas, alegando desnutrición y "trato cruel e inhumano" por parte de Hamilton-Byrne y sus seguidores. Su premio se estimó en 250.000 dólares.
Otro exmiembro de The Family, Cynthia Chan, alegó que pagó la suma de 352.115 dólares a Hamilton-Byrne por bienes raíces en Olinda, pero la propiedad nunca le fue transferida. También alegó que pagó la suma de 70.400 dólares a Hamilton-Byrne por otra propiedad, pero esta tampoco le fue transferida. Hamilton-Byrne dijo que no recordaba la transacción. La sentencia de Chan se estimó en 250.000 dólares. 

### Secuelas
El marido de Hamilton-Byrne murió en 2001 asistió al funeral en su única aparición pública tras su condena. En años posteriores se informó que Hamilton-Byrne vivía en un asilo de ancianos en Melbourne y padecía demencia, y que se estaba desarrollando una crisis de sucesión interna en el liderazgo del grupo.
En una entrevista con la radio local ABC en Ballarat, Ben Shenton, ex adoptado de The Family, dijo que el grupo se había convertido en un "tigre desdentado".
Sarah Hamilton-Byrne murió en 2016, a los 46 años. Anne Hamilton-Byrne murió el 13 de junio de 2019, a los 97 años.

## Reconocimientos
En 2016, se estrenó en el Festival Internacional de Cine de Melbourne un documental sobre la secta titulado The Family  producido por Anna Grieve y escrita, dirigida y coproducida por Rosie Jones.
Un libro complementario, The Family: The Shocking True Story of a Notorious Cult (2017), fue escrito por Chris Johnston y Jones y publicado por Scribe. Posteriormente, Jones lanzó una miniserie de tres episodios, The Cult of the Family, en marzo de 2019.
La novela de 2019 In the Clearing de JP Pomare es un relato ficticio basado en gran medida en The Family. Se convirtió en una serie de televisión de 2023, The Clearing, que fue producida para Disney Plus y está protagonizada por Teresa Palmer, Miranda Otto y Guy Pearce.